# Léon Dierx
Léon Dierx (ur. 31 marca 1838 w Saint-Denis na Reunion, zm. 11 czerwca 1912 w Paryżu) – francuski poeta związany z nurtem parnasizmu oraz grupą Leconte de Lisle'a.
Po śmierci Stéphane Mallarmégo w 1898 okrzyknięty mianem "Księcia Poetów".

## Prace
- Aspirations (1858)
- Poèmes et poésies (1864)
- Lèvres closes (1867)
- Paroles d'un vaincu (1871)
- Poésies complètes (1872)
- La Rencontre, a dramatic scene (1875)
- Les Amants (1879)

Za zbiór Poésies complètes (1872) został uhonorowany wieńcem laurowym przez Akademię Francuską. Kompletną edycję jego prac (w 2 tomach) wydano w latach 1894-1896.